# Сон Гён Тхэк
Сон Гён Тхэк (кор. 송경택, 宋炅澤, род.10 июля 1983 года в Тэгу) — южнокорейский шорт-трекист, 3-х кратный чемпион мира. Окончил Университет Данкук на факультете физического воспитания. 

## Биография
Сон Гён Тхэк родился в 1983 году и начал заниматься шорт-треком в возрасте 8-ми лет, после того, как заинтересовался специальными лекциями в кампусе, когда он учился на 3-м курсе начальной школы при Педагогическом университете Тэгу. В 1995 году Сон занял 1-е место в беге на 800 м на Южном чемпионате в рамках 1-го национального чемпионата по шорт-треку Kyobo Life Cup. В 2000 году поступил в Университет Данкук и был выбран в национальную команду на 3-м курсе, в 2002 году.
В 2003 году завоевал две золотых медали зимней Универсиады в Тарвизио. В сезоне 2004/05 на Кубке мира в Пекине занял 3-е место в беге на 1000 м и 1-е в эстафете, в Харбине стал 2-м на 1000 м и вновь 1-м в эстафете. В 2005 году стал обладателем серебряной медали в эстафете на чемпионате мира в Пекине и серебряной медали на командном чемпионате мира в Чхунчхоне.  
В сезоне 2006/07 на Кубке мира в октябре 2006 года в Чанчуне занял 2-е место в беге на 1500 м и 1-е в эстафете, в Чонджу занял 3-е места в беге на 500 м, 1500 м и в эстафете. В декабре в Монреале поднялся на 1-е место на дистанции 1500 м и в эстафете, следом в Сагенее вновь занял 1-е место в эстафете, в Будапеште поднялся на 2-е место на 1500 м и в эстафете. В общем зачёте Кубка в том сезоне занял 2-е место в беге на 1500 м.
В феврале 2007 года завоевал золотую и серебряную медали на зимних Азиатских играх в Чанчуне, в марте золотую медаль в эстафете и стал 4-м в личном многоборье на чемпионате мира в Милане, а также серебряную медаль на командном чемпионате мира в Будапеште. В сентябре он отобрался в национальную сборную с 1-го места на сезон 2007/08. В октябре на Кубке мира в Харбине и Кобе был 3-м на дистанции 1500 м и 2-м в Кобе на 1000 м. 
В ноябре на этапе Кубка в Херенвене он занял 2-е место в беге на 1500 м и 1-е в эстафете, а в декабре в Турине выиграл в беге на 1000 м и в эстафете. В январе 2008 года Сон Гён Тхэк из команды мэрии Коян выиграл золотые медали в беге на 1500 м и 3000 м на 23-м Кубке президента и в марте стал обладателем бронзовой медали в общем зачёте и 2-х золотых медалей на чемпионате мира в Канныне, а также бронзовой медали на чемпионате мира среди команд в Харбине.
На 90-м Национальном фестивале зимних видов спорта, состоявшемся в феврале 2009 года он выиграл золотые медали в беге на 3000 м и в эстафете, но перед соревнованиями у него были боли в пояснице, с которыми ему пришлось бороться. После завершения карьеры в 2010 году тренировал сборную Кореи. В мае 2020 года Сон Гён Тхэк был избран специальным помощником Ан Чхоль Су в области культуры и спорта на заседании 25-го  Верховного совета.